# 모두의 포켓몬 목장
모두의 포켓몬 목장(일본어: みんなのポケモン牧場My Pokémon Ranch)은 암브렐라가 Wii용으로 개발한 포켓몬스터 비디오 게임이다. 모두의 포켓몬 목장은 2008년 3월 25일 일본에서, 2008년 6월 9일 아메리카에서 WiiWare 다운로드 서비스를 통해 출시되었다. 유럽에선느 2008년 7월 4일 출시되었다.
국제적으로 이 게임은 포켓몬스터DP 디아루가·펄기아 버전과만 동작한다. 일본어판은 포켓몬 플래티넘으로부터 포켓몬을 받도록 업데이트되었다.

## 평가
| 평가                                                                                                   |        |
| --- | ------ |
| 통합 점수 통합사 점수 메타크리틱 47/100 [ 1 ] 평론 점수 평론사 점수 IGN 4/10 [ 2 ] 닌텐도 라이프 [ 3 ] |        |
| 통합 점수                                                                                              |        |
| 통합사                                                                                                 | 점수   |
| 메타크리틱                                                                                             | 47/100 |
| 평론 점수                                                                                              |        |
| 평론사                                                                                                 | 점수   |
| IGN | 4/10   |
| 닌텐도 라이프                                                                                          | [ 3 ]  |